# Cagli
Cagli é uma comuna italiana da região das Marcas, na província de Pésaro e Urbino, com cerca de 9.075 habitantes. Estende-se por uma área de 226 km², tendo uma densidade populacional de 40 hab/km². Faz fronteira com Acqualagna, Apecchio, Cantiano, Fermignano, Fossombrone, Frontone, Gubbio (PG), Pergola, Pietralunga (PG), Piobbico, Urbania.
Era conhecida como Cales durante o período romano.